# Scott Griekspoor
Scott Griekspoor (* 10. Januar 1991 in Haarlem) ist ein niederländischer Tennisspieler.

## Karriere
Scott Griekspoor begann im Alter von zwölf Jahren mit dem Tennisspielen. Sein Zwillingsbruder Kevin und sein jüngerer Bruder Tallon (* 1996) spielen ebenfalls Tennis. Kevin liegt dabei weit hinter ihm, während Tallon weiter vor ihm platziert ist.
Als Junior spielte Griekspoor nur wenige Turniere und erreichte 2009 mit Rang 184 seine höchste Position in der Junior-Rangliste. Bei den Profis spielte er von 2009 bis 2013 ausschließlich auf der drittklassigen ITF Future Tour. Auf dieser gewann er 2013 im Doppel mit seinem Bruder Kevin seinen ersten Titel und stand mit Rang 609 erstmals innerhalb der Top 1000 der Weltrangliste. 2014 schaffte er sich auch im Einzel zu steigern und erreichte bei Futures drei Finals, die allesamt verloren gingen. Im Doppel kamen drei weitere Futures dazu – eines mit seinem Bruder Tallon, sodass er Ende des Jahres jeweils in den Top 600 stand. 2015 spielte der Niederländer das erste Mal ein Challenger-Turnier. In Scheveningen gewann er auch direkt sein erstes Match dieses Niveaus. Mit drei Future-Titeln und weiteren Finals spielte er sich sukzessive weiter nach oben und stand Ende 2015 auf Platz 344. Nach weniger Erfolg 2016 trotz des Erreichens eines Challenger-Viertelfinals in Blois und dem ersten Sieg gegen einen Spieler der Top 200 gestaltete er 2017 wieder erfolgreicher. Fünf Futures gewann er in diesem Jahr im Einzel und einen im Doppel.
2018 wurde wieder erfolgreicher. Neben drei Futures gewann er beim Challenger in Blois auch sein erstes Turnier dieser Kategorie in einem überraschenden Lauf, in dessen Folge er fünf über sich platzierte Spieler besiegte. Im Finale besiegte er Félix Auger-Aliassime in zwei Sätzen. Wegen seines Ranking konnte er nun hauptsächlich auf dieser Tour spielen und erreichte noch zwei weitere Viertelfinals in Cassis und Almaty. Zudem gab er im Herbst sein Debüt für die niederländische Davis-Cup-Mannschaft, wo er dem Kanadier Milos Raonic glatt unterlag. Im August stand er mit Platz 205 auf seinem Karrierehoch, im Doppel datiert sein Bestwert auf September 2014 mit Platz 419.

## Erfolge
| Legende (Anzahl der Siege)  |
| Grand Slam                  |
| ATP World Tour Finals       |
| ATP World Tour Masters 1000 |
| ATP World Tour 500          |
| ATP World Tour 250          |
| ATP Challenger Tour (1)     |

### Einzel

#### Turniersiege
| Nr. | Datum         | Turnier | Belag | Finalgegner           | Ergebnis |
| --- | ------------- | ------- | ----- | --------------------- | -------- |
| 1.  | 24. Juni 2018 | Blois   | Sand  | Félix Auger-Aliassime | 6:4, 6:4 |